# 维日拉什
维日拉什，是匈牙利诺格拉德州所辖的一个村。总面积10.12平方公里，总人口1321，人口密度130.5人/平方公里（2011年1月1日）。